# Burgweinting-Harting
Burgweinting-Harting ist der Stadtbezirk 18 von Regensburg im Südosten der Stadt. Die bis dahin selbstständigen Gemeinden Burgweinting und Harting des Landkreises Regensburg wurde am 1. Januar 1977 in die Stadt Regensburg eingemeindet. Der Stadtteil hatte am 31. Dezember 2022 11.852 Einwohner.

Stadtbezirk 18 im Südosten

## Burgweinting

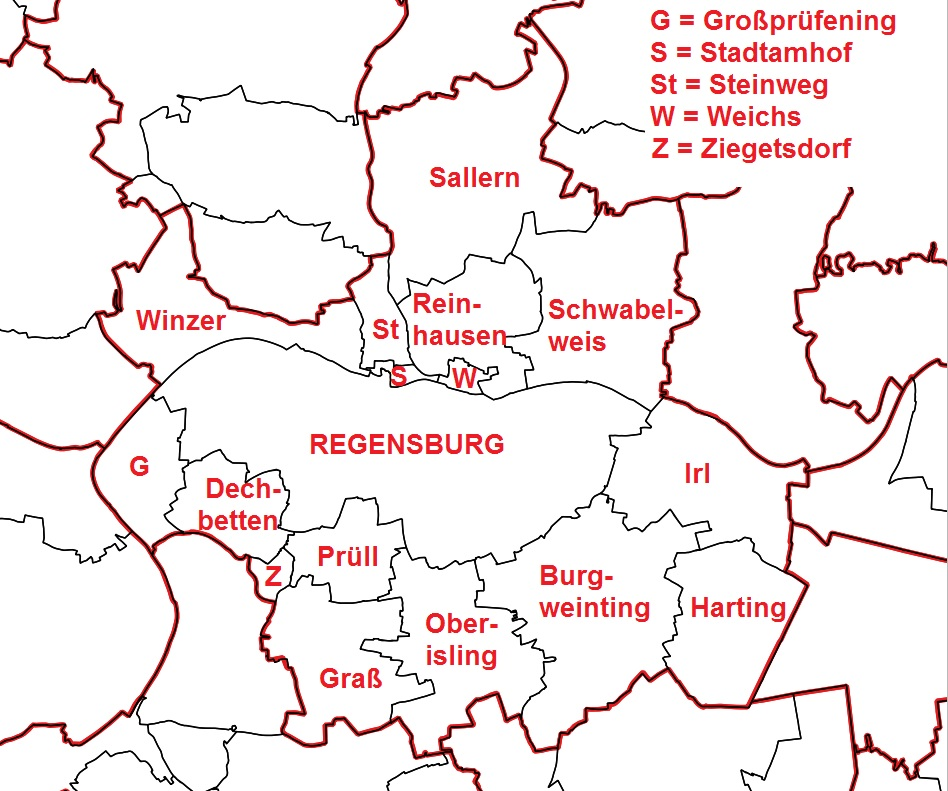
Die Gemarkung Burgweinting im Südosten, westlich von Harting

### Geschichte
Der Name (Burg)weinting geht auf ein „Wihmuntinga“ zurück, das im 8. Jahrhundert erstmals erwähnt wird. Der Zusatz „Burg“ im Namen verdankt sich wohl der ehemaligen Burg Burgweinting. Der Ort ist umgeben von fruchtbarem Lössboden, Grundlage dafür, dass das Gebiet schon lange vor der Gründung des mittelalterlichen Dorfes besiedelt war. Die seit 1994 laufenden archäologischen Ausgrabungen zur Vorbereitung von Erschließungsmaßnahmen für ein Neubaugebiet wuchsen zur größten Flächengrabung in Süddeutschland an. Diese bekam höchste Bedeutung für die bayerische Landesarchäologie, als dort mehrere Siedlungen mit Bestattungsplätzen in ihrer gesamten Ausdehnung ergraben werden konnten. Die Funde und Siedlungsreste umfassen einen Zeitraum von 4000 Jahren von der Jungsteinzeit, der Urnenfelderzeit und der Eisenzeit über die Römerzeit bis hin zu den Bajuwaren des frühen Mittelalters. Herausragend war beispielsweise der Fund eines Friedhofs der jüngeren Bronzezeit zwischen 1300 und 1000 v. Chr. mit über 600 Bestattungen. In einem der Gräber wurde im Jahr 2004 ein außergewöhnlich gut erhaltenes Rasiermesser gefunden.
Im Zuge dieser Entwicklungsmaßnahmen wurde der Grundriss einer bereits früher archäologisch erfassten römischen Villa rustica durch Bepflanzung mit verschiedenen Nutzpflanzen sichtbar gemacht (Villa Rustica (Burgweinting)) sowie in der Nähe einer Fundstelle aus frühmittelalterlicher Zeit auf dem Gelände der Otto-Schwerdt-Mittelschule die Nachbildung eines Bajuwarenhauses errichtet.

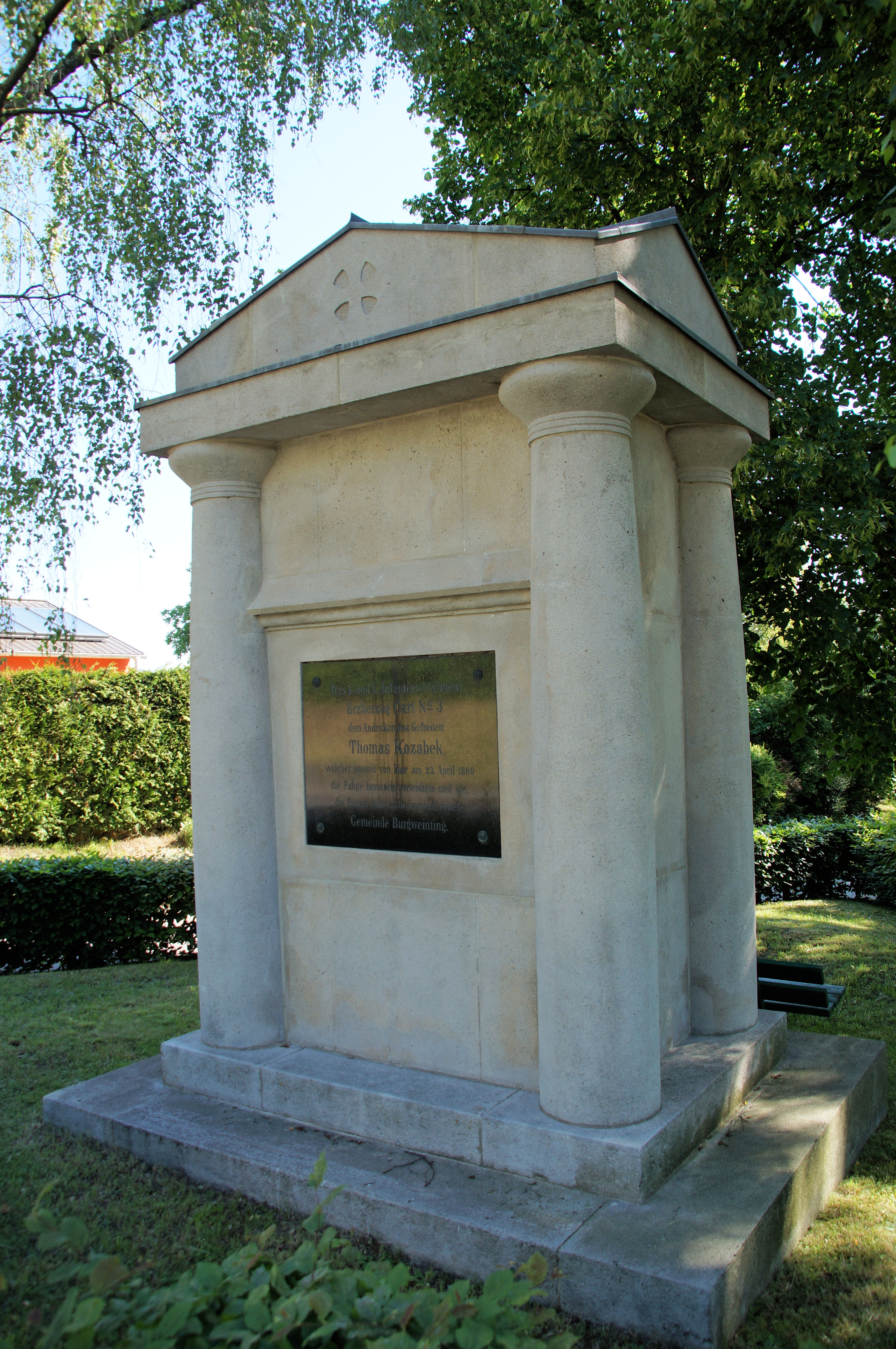
Denkmal Kozabek, Burgweinting

Am 23. April 1809 spielte Burgweinting im Verlauf der Schlacht bei Regensburg eine wichtige Rolle beim Rückzug österreichischer Truppen über die Donau auf die Winzerer Höhen. Bei den Kämpfen kam der Fahnenträger des österreichischen Regiments Erzherzog Karl ums Leben. Das Fahnentuch wurde vom Gefreiten Thomas Kozabek gerettet und schwimmend über die Donau gebracht. Hundert Jahre später wurde ihm zu Ehren das Kozabek-Denkmal gegenüber der Kirche errichtet, auf dem auch der gefallenen bayerischen Soldaten gedacht wird. Das Denkmal zeigt einen zweifach gestuften Unterbau, auf dem sich, umgeben von vier Ecksäulen, ein hoher Block erhebt, auf dem zwei Granittafeln mit Inschriften aufgebracht sind.
Burgweinting gehörte vom Mittelalter bis in die Neuzeit formal zum Hochstift Regensburg, dem weltlichen Herrschaftsbereich der Regensburger Bischöfe. Allerdings wurde Burgweinting zusammen mit Donaustauf und den anderen Orten häufig verpfändet, da sich das Bistum ständig in Finanznot befand.
Mit dem Reichsdeputationshauptschluss von 1803 fiel der Ort zunächst an das Fürstentum Regensburg Karl Theodor von Dalbergs und nur sieben Jahre später, 1810, an Bayern. Ab 1818 gab es in der „Ruralgemeinde“ Burgweinting mit Höfling und Zieglhof einen gewählten Gemeindevorsteher – später Bürgermeister genannt.
In den 1970er Jahren wurde Burgweinting an das Autobahnnetz angeschlossen. 1977 wurde die bis dahin selbstständige Gemeinde im Zuge der Gemeindegebietsreform in die Stadt Regensburg eingemeindet.  In der Folge entstand in den 1980er und 1990er Jahren ein großes Gewerbegebiet im Osten des Ortes, auf dem sich unter anderem Firmen wie Alstom Sachsenwerk, Toshiba, Infineon und Osram sowie ein Güterverkehrszentrum ansiedelten.
Im Jahre 2006 feierte Papst Benedikt XVI. bei seinem Besuch in Regensburg auf dem Islinger Feld bei Burgweinting unter freiem Himmel eine Messe.
Mit der Ausweisung großer Baugebiete im Rahmen der Entwicklungsmaßnahme Burgweinting der Stadt Regensburg stieg seit den 1980er Jahren die Einwohnerzahl stetig an, bis 2005 auf 8400 Einwohner, 2017 waren es ca. 11.000.
2019 publizierte die Arbeitsgruppe Ortsgeschichte eine umfassende Darstellung der Geschichte Burgweintings mit Schwerpunkt auf dem 20. Jahrhundert, welche die Entwicklung des alten Dorfes zum Stadtteil Regensburgs nachzeichnet. 2020 erschien, begleitend zu einer Ausstellung im Historischen Museum der Stadt Regensburg, eine ausführliche Zusammenfassung der Ergebnisse der archäologischen Großgrabung in Burgweinting.

### Kirchen

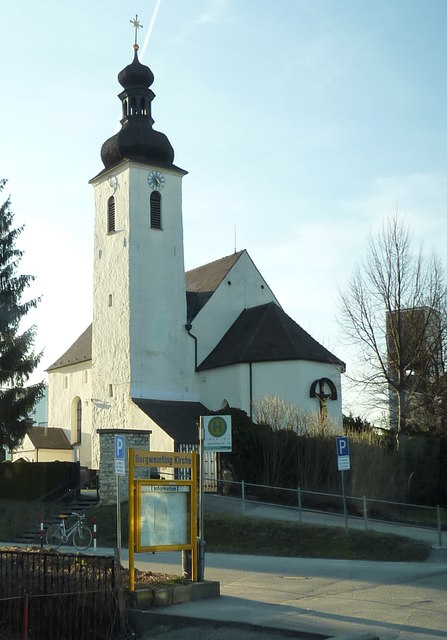
St. Michael, Burgweinting

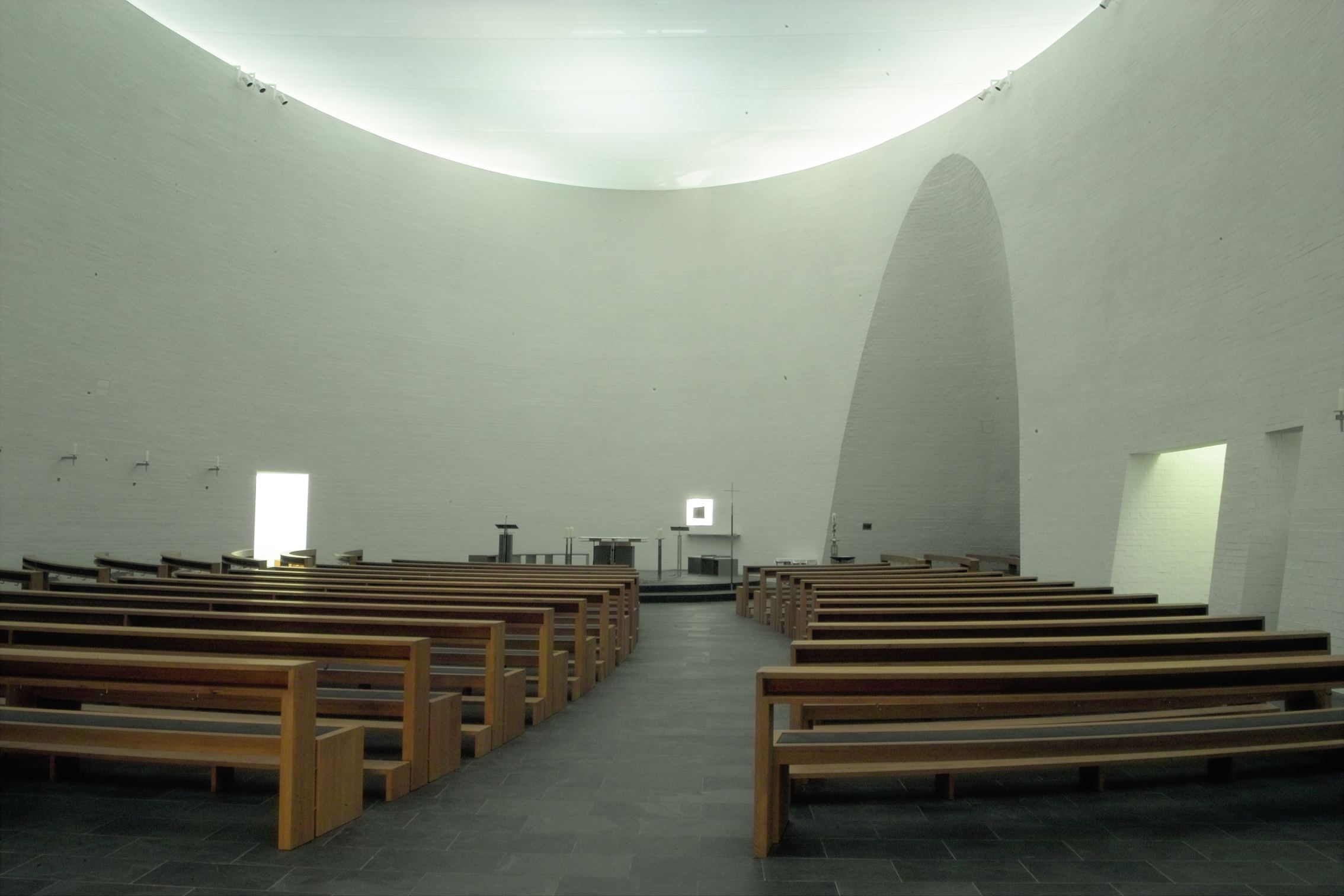
Innenansicht Kirche St. Franziskus, Burgweinting

Die romanische Pfarrkirche St. Michael wurde 1438 erstmals erwähnt. Unter dem Josefsaltar befindet sich das Grab Juliane Engelbrechts. Da aufgrund des starken Wachstums der Einwohnerzahl die alte Kirche zu klein wurde, wurde direkt daneben am 8. Mai 2004 das in moderner Architektur gestaltete neue Pfarrzentrum St. Franziskus eingeweiht.
Im Jahr 1966 wurde das Gemeindehaus der Mennoniten in der Hartingerstraße errichtet, seitdem trafen sich darin abwechselnd die Mennonitengemeinde und die evangelisch-lutherische St.-Matthäus-Gemeinde zu ihren Gottesdiensten. Burgweinting wurde schließlich aus der Gemeinde St. Matthäus ausgegliedert und mit Harting und Oberisling zur neuen Evangelisch–Lutherischen Kirchengemeinde Regensburg–Maria Magdalena zusammengeschlossen. Die Kirche Maria Magdalena wurde am 21. März 2009 eingeweiht.
Weiter befindet sich am Ort der Königreichssaal der Zeugen Jehovas.

### Verkehr und Infrastruktur

#### Schulen
Die Grundschule Burgweinting ist mit beinahe 500 Schülern eine der größten in Regensburg.
Im Jahr 2008 wurde eine Ganztagesmittelschule eröffnet, die nach dem ehemaligen Vorsitzenden der Israelitischen Kultusgemeinde in Regensburg, Otto Schwerdt, benannt ist.

#### Verkehr
Burgweinting ist über die Autobahnanschlussstelle Regensburg-Burgweinting der A 3 und die Bundesstraße 15 an das überregionale Straßennetz angeschlossen. Der Haltepunkt Burgweinting an der Strecke nach München/Passau ist seit dem Papst-Besuch 2006 wieder in Betrieb. Außerdem ist Burgweinting mit den Stadtbuslinien 7, 9, 11 und X-4 mit der Innenstadt verbunden. Ebenso führen die Buslinien 22, 23, 24, 25, 30, 31 und 76 durch den Stadtteil.

### Sehenswertes
Seit 1978 gab es den Reptilienzoo Regensburg-Burgweinting, in dem in 70 Terrarien 130 Reptilienarten, vor allem Schildkröten, Echsen und Schlangen, zu besichtigen waren. Am 30. März 2015 wurde die Einrichtung aufgrund baulicher, finanzieller und personeller Probleme geschlossen.
Burgweinting liegt am Waldrand mit einem Biberrevier und ist mit ihm durch den Aubach bzw. das Naherholungsgebiet Aubachpark verbunden.

### Vereinsleben
Burgweinting hat eine Vielzahl von Vereinen:
Die Freiwillige Feuerwehr Burgweinting, die Pfadfinder der Deutschen Pfadfinderschaft Sankt Georg, den Sportverein SV Burgweinting, den katholischen Frauenbund, die Marianische Männerkongregation, den Förderverein für unter- und überirdische UrbanismusForschung sowie den Gartenbauverein Burgweinting.

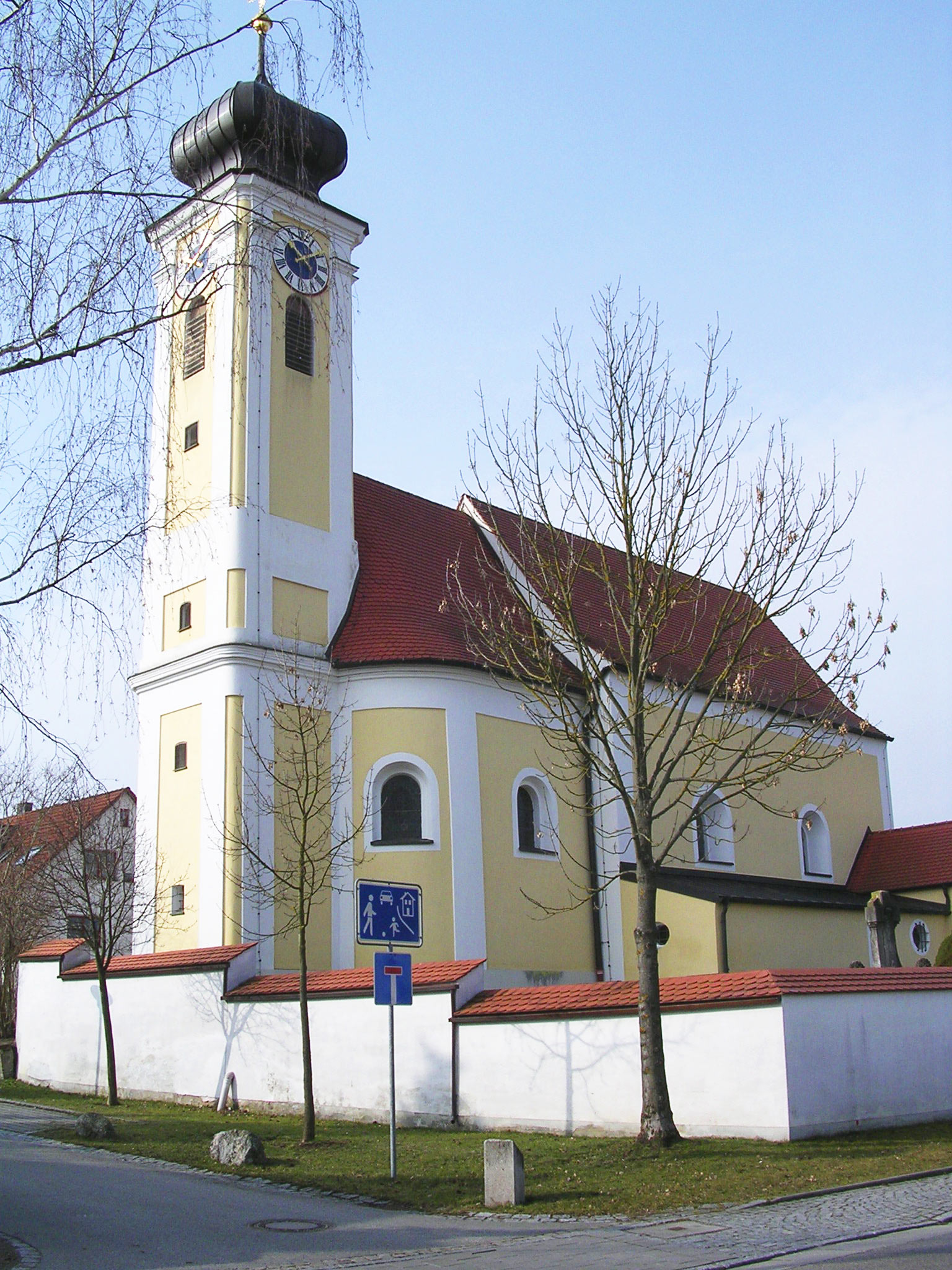
Hartinger Kirche St. Coloman

## Harting

### Geschichte
Der Name Hart-ing lässt darauf schließen, dass der Ort die Gründung eines Harto war. Erste Erwähnungen gab es bereits im 9. Jahrhundert.
Bis zur Säkularisation war die Hartinger Kirche Teil des Reichsstifts St. Emmeram, dessen Mönchen die gesamte Seelsorge oblag.
Mit dem Reichsdeputationshauptschluss von 1803 fiel der Ort zunächst an das Fürstentum Regensburg Karl Theodor von Dalbergs und nur sieben Jahre später, 1810, an Bayern. Ab 1818 gab es in der „Ruralgemeinde“ Harting einen gewählten Gemeindevorsteher – später Bürgermeister genannt.
Nach der Eingemeindung erfolgte Anfang der 1980er Jahre der Bau des BMW-Werks Regensburg auf dem Gebiet der ehemaligen Gemeinde Harting. Auf diesem Gelände wurden infolge der Baumaßnahmen Überreste einer neolithischen Siedlung gefunden. Diese sind im Archäologischen Museum im BMW-Werk ausgestellt.

Zentrum Hartings ist die im Kern romanische Kirche St. Coloman. Die Gemeinde ist als Filialkirche an die Pfarrei Burgweinting angeschlossen.

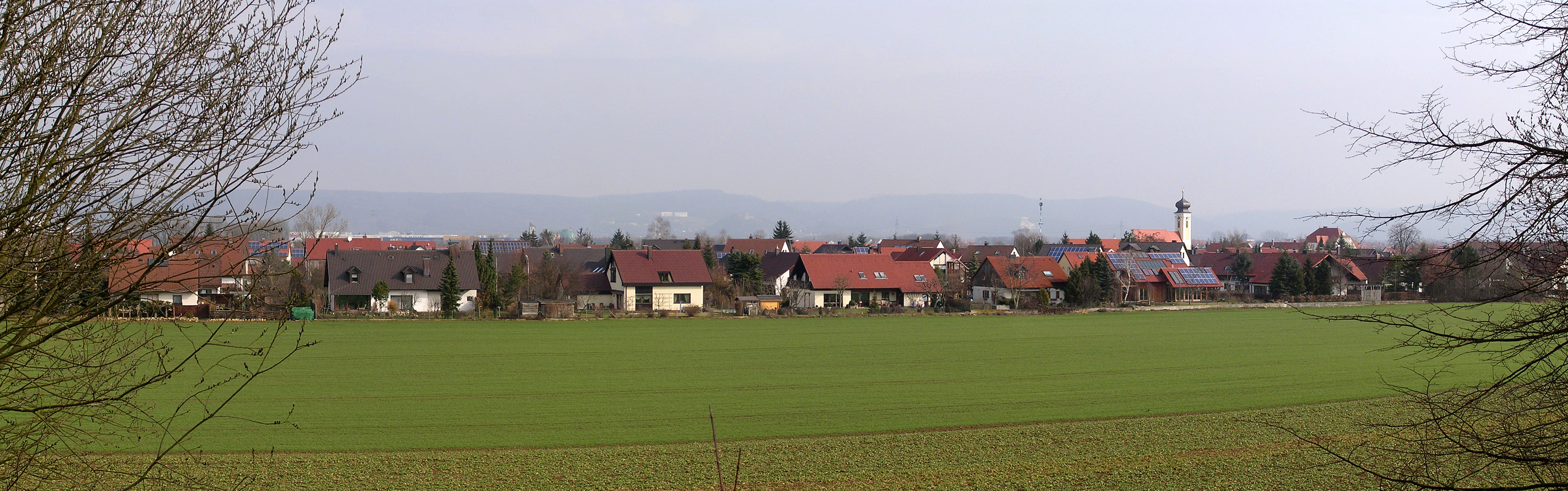
Harting vom BMW-Wall gesehen

### Vereinsleben
In Harting existieren eine Gruppe des KDFB, eine Gruppe der KLJB, ein Skiclub, ein Obst- und Gartenbauverein (OGV) und der Schützenverein Turmfalke sowie örtliche Gruppen der CSU und SPD (letztere zusammen mit Burgweinting und Irl).

#### Feuerwehr
Die Freiwillige Feuerwehr Harting wurde im Jahr 1880 gegründet und besitzt ein Löschgruppenfahrzeug 10/6 sowie ein Mannschaftstransportfahrzeug. Kommandant der Feuerwehr ist Reinhardt Frummet.

#### Fußballverein
Der Fußballverein SV Harting wurde 1946 gegründet.
Die Vereinsgründer waren Franz Karl sen., Xaver Treintl sen., Josef Graf, Otto Pielmeier, Georg Melzl, Kolomann Sailer und Josef Siegl. Es gibt 101 Fußballaktive, 34 in der Stockschießabteilung, 79 beim Tennis und 120 passive Mitglieder. Es bestehen zwei Herrenmannschaften, eine Spielgemeinschaft mit dem TSV Neutraubling in der B-Jugend und einige weitere Jugendmannschaften.

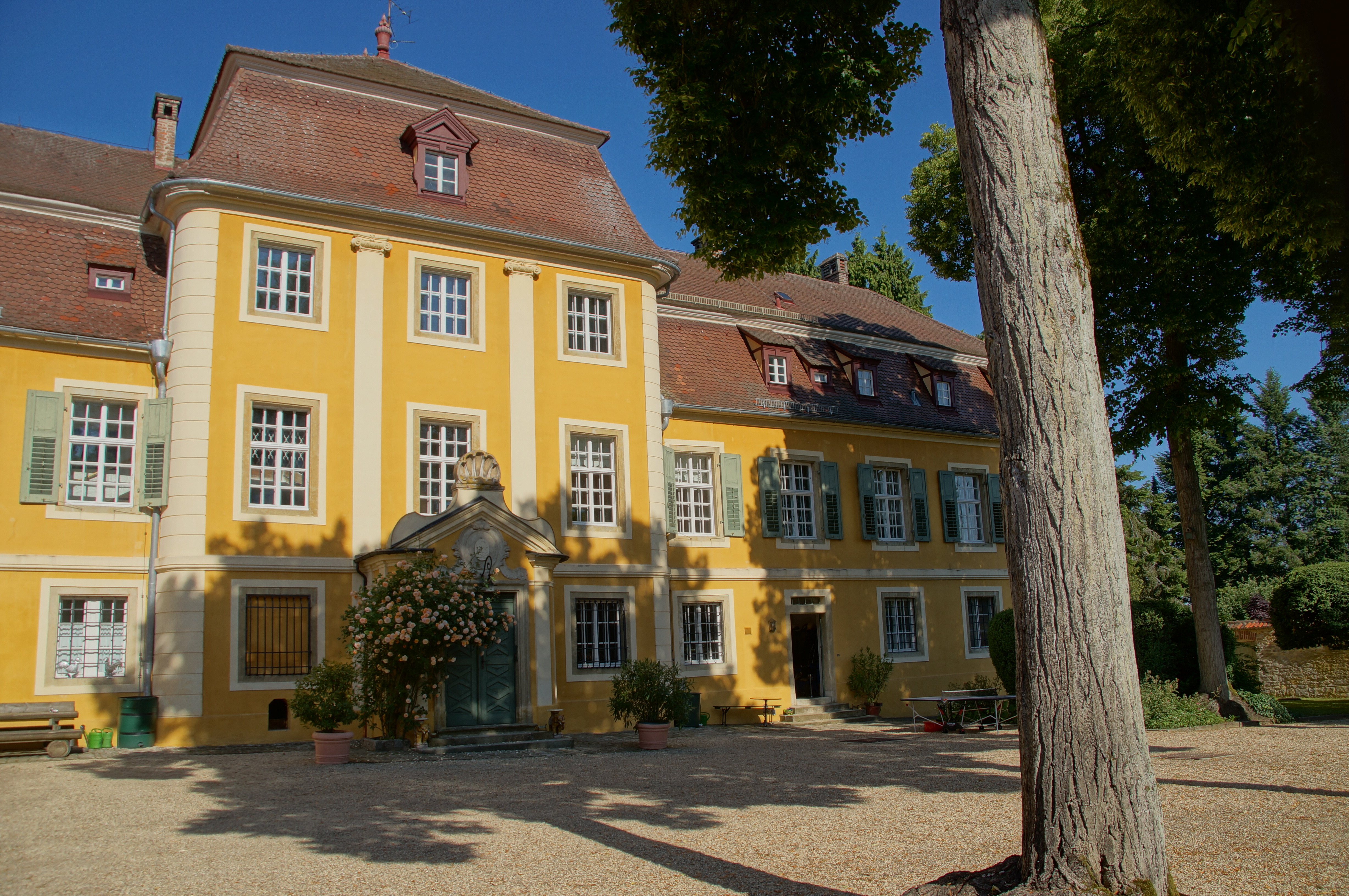
Schloss Höfling

## Höfling
Die Einöde Höfling mit dem Schloss Höfling, einem zweigeschossigen spätbarocken Mansarddachbau mit Halbwalm, dreigeschossigem Mittelrisalit, Vorzeichen und Putzgliederungen von 1750, liegt südwestlich von Burgweinting.